# Snow Farm
Snow Farm ist das einzige Langlaufgebiet in Neuseeland.

## Beschreibung
Die Snow Farm verfügt über 55 km Langlaufloipen und das Konferenzzentrum bietet Platz für ca. 60 Personen. Es befindet sich auf der Pisa-Kette in der Nähe von Cardrona auf einer Höhe von ca. 1600 m. Das Gebiet wird im Winter zum Langlaufen und in den Sommermonaten zum Höhentraining mit Wanderwegen bis auf 2000 m genutzt.

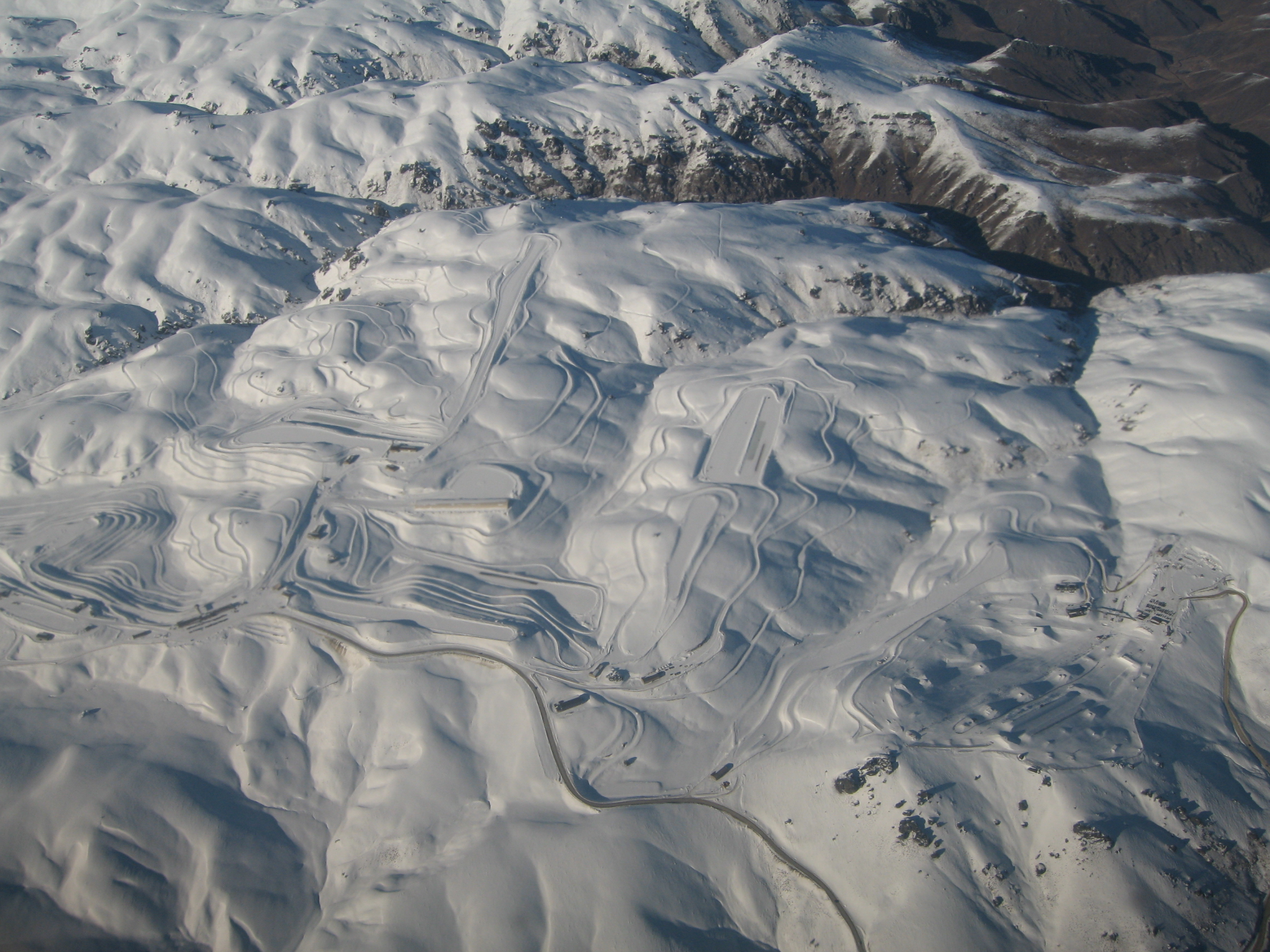
Luftaufnahme der Snow Farm (links) und der Southern Hemisphere Proving Grounds (rechts).

Neben der Snow Farm befinden sich die Southern Hemisphere Proving Grounds (Testgelände der südlichen Hemisphäre). Die zwölf Fahrzeugtestanlagen werden während des Sommers auf der Nordhalbkugel von Autoherstellern aus aller Welt für Eis- und Schneetests genutzt.

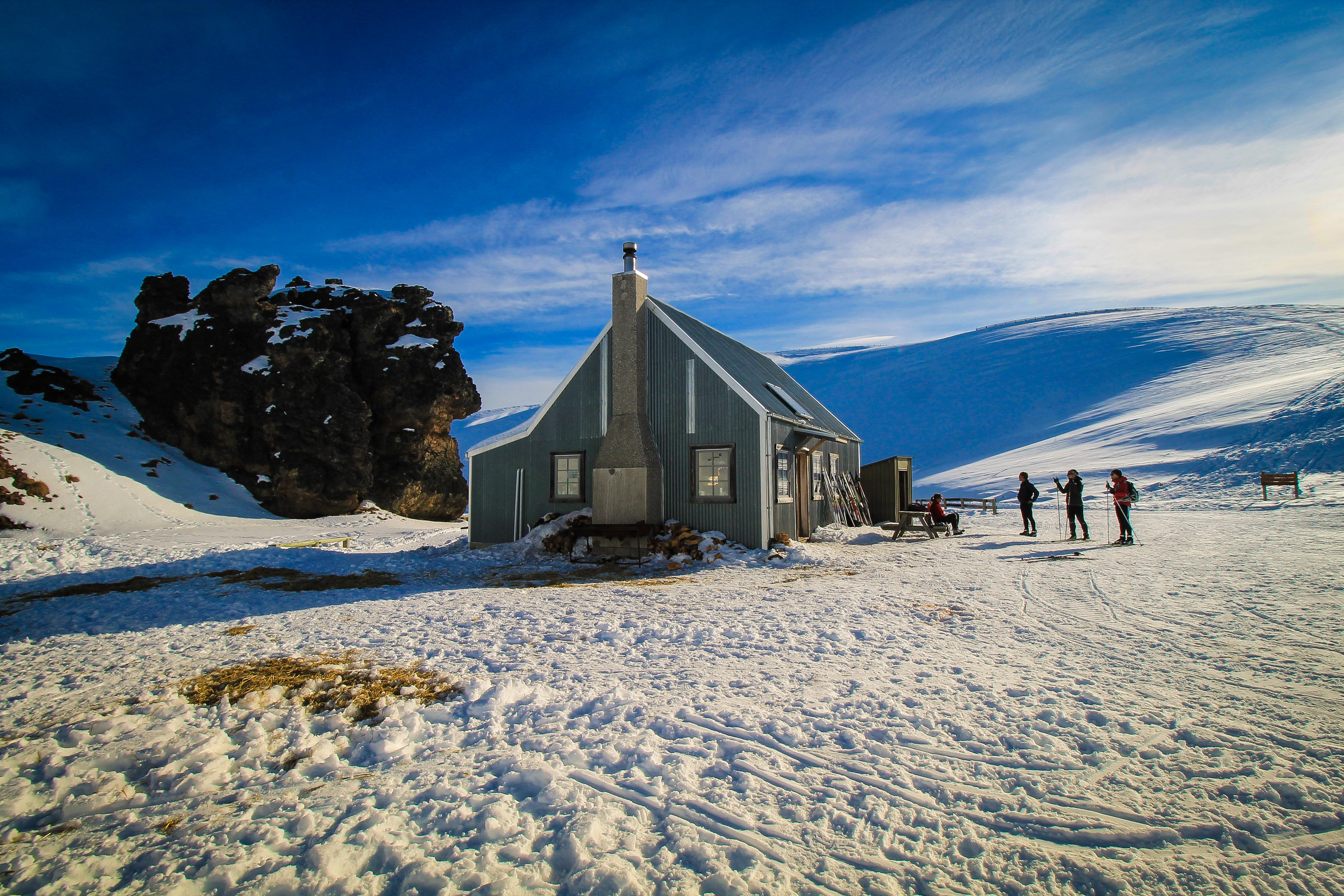
Meadow Hut im Winter

## Loipen
Snow Farm bietet 17 Loipen in drei Schwierigkeitsgraden an.
| Loipe                    | Klassisch (km) | Skating (km) |
| ------------------------ | -------------- | ------------ |
| Mary Trail               | 0,8            | 0,8          |
| Highlander               | 1,9            | 1,9          |
| Merino Glen              | 4,0            | 4,0          |
| River Run                | 2,5            | 2,5          |
| The Loop                 | 7,4            | 7,4          |
| Hanging Valley           | 6,6            | 6,6          |
| Dog Loop                 | 1,8            | 1,8          |
| 2006                     | 1,0            | 1,0          |
| Hanging Valley Connector | 0,8            | 0,8          |
| Tranquility              |                |              |
| Whoopty Doo              | 0,6            | 0,6          |
| D9 Express               | 1              | 1            |
| The Wall                 | 0,2            | 0,2          |
| Spur Connector           | 0,3            | 0,3          |
| Gorge Trail              | 3,1            | 3,1          |
| Kirsty Burn              |                |              |
| Top Beat                 |                |              |

## Zugang
Die Snow Farm liegt etwa 55 km von Queenstown und 35 km von Wanaka entfernt. Die 13 km lange Schotterzugangsstraße wurde 1998–2007 sowie 2015 auch für das international bekannte Bergrennen Race to the Sky genutzt.

## Merino Muster
Die jährliche Langlaufveranstaltung Merino Muster findet im September auf der Snow Farm statt und umfasst Strecken von 42 km / 21 km / 7 km und 1 km für Kinder.